# Cryptophagus scanicus
Cryptophagus scanicus is een keversoort uit de familie harige schimmelkevers (Cryptophagidae). De wetenschappelijke naam van de soort werd in 1758 als Dermestes scanicus gepubliceerd door Carl Linnaeus.